# Johann Heinrich Daniel Ludolf Schuchhardt
Johann Heinrich Daniel Ludolf Schuchhardt (auch Schuchardt) (* 3. Dezember 1828 in Hannover; † in München) war ein deutscher Graveur, Drucker und Kupferstecher in Hannover.

## Leben
Laut dem Adressbuch der Stadt hatte Ludolf Schuchhardt sein Wohnhaus in der Osterstraße 27, einem Haus aus der Zeit um 1650, gegenüber der Windmühlenstraße. Hier hatte er „[...] in dem Zimmer über der großen Bogeneinfahrt“ seinen eigenen Laden während der ersten eineinhalb Jahre seiner Ehe mit Johanne Luise Stichweh (1827–1871) aus Hameln, der Schwester von Friedrich August Stichweh, dem Gründer der Stichweh Färberei und chemischen Waschanstalt. In der Osterstraße wurde am 6. August 1859 sein ältester Sohn Carl Schuchhardt geboren, der spätere Prähistoriker und Direktor des Kestner-Museums. Es folgten drei weitere Kinder.
Bald nach der Geburt des ersten Kindes zog er laut den Erinnerungen seines ältesten Sohnes in das Haus der Metallfabrik Bernstorff & Eichwede. Laut dem Adressbuch von 1861 befand sich das Haus des Hof-Bronzefabrikanten Bernstorff in der Osterstraße 20. Es wurde später von Ferdinand Wallbrecht abgerissen, um einen Durchbruch zur Karmarschstraße zu schaffen.
Der Kupferstecher Ludolf Schuchhardt hatte insgesamt drei Söhne und eine Tochter aus seiner ersten Ehe. Sein Leben schilderte der Sohn Carl ausführlich in seinen Memoiren. Ein weiteres Zeugnis ist eine Stellenanzeige aus dem Süddeutschen Anzeiger von 1864. Nachdem seine erste Frau gestorben war, heiratete Schuchhardt im Jahr 1872 in Lesum ein zweites Mal. Aus der Ehe mit Eva Rosa Bauer gingen keine Kinder hervor.

## Bekannte Werke (Auswahl)
- 1855: General-Karte des Königreichs Hannover. Mit Angabe der neuen Verwaltungs- und Gerichtsbezirke.
  - darin: Raum Borkum – Wismar – Eisleben – Kassel – Duisburg mit Eintragung der Besitztümer des Königreichs Hannover auf topographischer Grundlage. Lithographie, gezeichnet von H. Wolf; gestochen von Ludolf Schuchardt; 1:500000; 68 × 59,5 cm; zugleich Archivalie im Niedersächsischen Landesarchiv (Standort Bückeburg), Signatur NLA BU S 1 A 1055[1]